# Timonius ovalis
Timonius ovalis là một loài thực vật có hoa trong họ Thiến thảo. Loài này được (Korth.) Boerl. miêu tả khoa học đầu tiên năm 1891.